# Drosera hybrida
Drosera hybrida är en sileshårsväxtart som beskrevs av Macf. Drosera hybrida ingår i släktet sileshår, och familjen sileshårsväxter. Inga underarter finns listade i Catalogue of Life.